# Бартлетт (Техас)
Бартлетт (англ. Bartlett) — місто (англ. city) в США, в округах Вільямсон і Белл штату Техас. Населення — 1633 особи (2020).

## Географія
Бартлетт розташований за координатами 30°47′41″ пн. ш. 97°25′56″ зх. д. / 30.79472° пн. ш. 97.43222° зх. д. (30.794853, -97.432297).  За даними Бюро перепису населення США в 2010 році місто мало площу 3,16 км², з яких 3,15 км² — суходіл та 0,01 км² — водойми.

## Демографія
Згідно з переписом 2010 року, у місті мешкали 1623 особи в 555 домогосподарствах у складі 400 родин. Густота населення становила 514 осіб/км².  Було 639 помешкань (203/км²).
Расовий склад населення:
| - 59,0 % — білих - 12,9 % — чорних або афроамериканців - 0,6 % — азіатів - 0,2 % — корінних американців - 0,1 % — вихідців з тихоокеанських островів - 24,8 % — осіб інших рас |

До двох чи більше рас належало 2,4 %. Частка іспаномовних становила 48,9 % від усіх жителів.
За віковим діапазоном населення розподілялося таким чином: 26,2 % — особи молодші 18 років, 56,9 % — особи у віці 18—64 років, 16,9 % — особи у віці 65 років та старші. Медіана віку мешканця становила 37,8 року. На 100 осіб жіночої статі у місті припадало 97,4 чоловіків;  на 100 жінок у віці від 18 років та старших — 92,6 чоловіків також старших 18 років.
Середній дохід на одне домашнє господарство  становив 44 393 долари США (медіана — 36 065), а середній дохід на одну сім'ю — 51 010 доларів (медіана — 42 738). Медіана доходів становила 26 591 долар для чоловіків та 35 938 доларів для жінок. За межею бідності перебувало 15,3 % осіб, у тому числі 16,8 % дітей у віці до 18 років та 18,1 % осіб у віці 65 років та старших.
Цивільне працевлаштоване населення становило 494 особи. Основні галузі зайнятості: освіта, охорона здоров'я та соціальна допомога — 30,0 %, роздрібна торгівля — 12,6 %, виробництво — 12,6 %.